# Daría cualquier cosa
«Daría cualquier cosa» es una canción interpretada por la cantante anglo-española Jeanette para su quinto álbum de estudio Loca por la música. Se publicó como segundo sencillo del mismo en 1989. Fue producida y escrita por Julio Seijas y Luis Gómes Escolar. Tuvo un éxito modesto y alcanzó notoriedad como sencillo del cantante puertorriqueño Chayanne en 1990.

## Información general
«Daría cualquier cosa» es una canción escrita por Julio Seijas y Luis Gómes Escolar quienes trabajaron con la cantante en el disco Reluz (1983) en Río de Janeiro. El texto de la canción explica la perturbación de una persona rodeada de soledad al no superar una ruptura amorosa. El tema es una balada pop con fondo beat, no habitual en anteriores canciones de la cantante. Tras una pausa prolongada, Jeanette acepto grabar un álbum en la entonces nueva discográfica del productor español Paco Martín (TWINS) con la condición de escoger las composiciones. El sencillo se editó con la misma canción "B" del sencillo anterior «China» titulado «Por nada del mundo». 
Julián Molero, crítico de lafonoteca afirmó que este sencillo es «la apuesta más conservadora» de los sencillos de Loca por la música al ser una «balada susurrada más que cantada». El periódico español 20 minutos en su versión digital convocó a sus lectores escoger las mejores canciones de Jeanette y «Daría cualquier cosa» quedó en el puesto veintiuno entre todas las canciones en votación. Para promocionar su disco Jeanette se presentó en el programa español Entre dos mares, donde interpretó esta canción.

## Lista de canciones
| Vinilo, 7", sencillo |                        |                                   |          |  |
| N.º                  | Título                 | Escritor(es)                      | Duración |  |
| 1.                   | «Daría cualquier cosa» | Julio Seijas / Luis Gómes Escolar | 3:20     |  |
| 2.                   | «Por nada del mundo»   | Julio Seijas / Luis Gómes Escolar | 2:50     |  |

## Versión de Chayanne
«Daría cualquier cosa» se publicó como tercer sencillo del disco Tiempo de vals (1990) del cantante puertorriqueño Chayanne. Luis Gómes Escolar se la cedió modificando su texto. El tema gozó de amplia popularidad y difusión radial en España y Latinoamérica. Se editó un videoclip para promocionarlo a raíz del éxito de su sencillo «Completamente enamorados». Esta canción ingreso en el listado del Billboard Hot Latin Tracks en el puesto treinta y seis y llegó a su máxima posición la veintiuno.